# The Kid from Cleveland
Pour plus de détails, voir Fiche technique et Distribution.
The Kid from Cleveland est un film dramatique américain  d'Herbert Kline sorti le 5 septembre 1949 aux États-Unis. Il nous narre les déboires d'un jeune supporter des Cleveland Indians. Tourné dans la foulée de la victoire de l'équipe de baseball des Cleveland Indians lors des World Series 1948, on retrouve à l'affiche les principaux joueurs de cette formation tandis que les deux stades de la ville, Cleveland Stadium et League Park, sont utilisés pour les scènes de match. Des images d'autres rencontres figurent également dans le film : world Series 1948 contre Boston, match de pré-saison en Arizona et match de saison régulière 1949.

## Fiche technique
- Réalisation : Herbert Kline
- Scénario : John Bright et Herbert Kline
- Production : Walter H. Colmes
- Montage : Jason H. Bernie
- Format : noir et blanc - Procédé cinématographique : Spherical - 35 mm - 1,37 : 1
- Musique : Nathan Scott
- Photo : Jack A. Marta
- Pays de production :  États-Unis
- Langue : Anglais
- Date de sortie : 
  - États-Unis : 2 septembre 1949 (Cleveland, Ohio) (première) - 5 septembre 1949

## Distribution

### Acteurs
- George Brent - Mike Jackson
- Lynn Bari - Katherine Jackson
- Russ Tamblyn - Johnny Barrows
- Tommy Cook - Dan 'The Kid' Hudson
- Ann Doran - Emily Barrows Novak
- Louis Jean Heydt - Carl Novak
- K. Elmo Lowe - Dave Joyce/Jake Dawson
- John Beradino - Mac, the Fence

### Joueurs des Cleveland Indians
dans leur propre rôle :
- Bill Veeck (Propriétaire & Président)
- Lou Boudreau
- Tris Speaker
- Hank Greenberg
- Bob Feller
- Gene Bearden
- Satchel Paige
- Bob Lemon
- Steve Gromek
- Joe Gordon
- Mickey Vernon
- Ken Keltner
- Ray Boone
- Dale Mitchell
- Larry Doby
- Bob Kennedy
- Jim Hegan

### Joueurs des Cleveland Indians non crédités
dans leur propre rôle :
- Bobby Avila
- Al Benton
- Allie Clark
- Mike Garcia
- Mel Harder
- Bill McKechnie
- Frank Papish
- Hal Peck
- Mike Tresh
- Thurman Tucker
- Lefty Weisman
- Early Wynn
- Sam Zoldak

### Arbitres (non crédités)
dans leur propre rôle :
- Bill Grieve
- Bill Summers